# Pinhalzinho, São Paulo
Pinhalzinho là một đô thị ở bang São Paulo của Brasil. 
Đô thị này nằm ở vĩ độ 22º46'46" độ vĩ nam và kinh độ 46º35'26" độ vĩ tây, trên khu vực có độ cao 910 m. Dân số năm 2004 ước tính là 12.296 người.

## Thông tin nhân khẩu
Dữ liệu dân số theo điều tra dân số năm 2000
Tổng dân số: 10.986
- Thành thị: 5.291
- Nông thôn: 5.695
- Nam giới: 5.691
- Nữ giới: 5.295

Mật độ dân số (người/km²): 70,92
Tỷ lệ tử vong trẻ sơ sinh dưới 1 tuổi (trên một triệu người): 11,52
Tuổi thọ bình quân (tuổi): 73,73
Tỷ lệ sinh (số trẻ trên mỗi bà mẹ): 2,31
Tỷ lệ biết đọc biết viết: 87,99%
Chỉ số phát triển con người (HDI-M): 0,788
- Chỉ số phát triển con người - Thu nhập: 0,707
- Chỉ số phát triển con người - Tuổi thọ: 0,812
- Chỉ số phát triển con người - Giáo dục: 0,845

(Nguồn: IPEADATA)

### Các xa lộ
- SP-8